# Kaple Nejsvětější Trojice (Nová Ves)
Kaple Nejsvětější Trojice v Nové Vsi je zděná klasicistní stavba z roku 1806, která náleží k římskokatolické farnosti Ústí nad Labem-Střekov a je chráněná jako kulturní památka.
Drobná sakrální stavba na obdélném půdorysu s mírně odsazeným půlkruhovým závěrem na jihozápadní straně a hlavním vstupem ze severovýchodu stojí na nízkém soklu vyrovnávajícím svažitost terénu v horní části návsi u památné lípy malolisté. Je krytá sedlovou střechou s pálenou bobrovkou, z níž vyrůstá dřevěná polygonální šestiboká zvonice ukončená cibulí. Fasáda je členěna pouze ústupkem soklu a profilovanou korunní římsou, interiér je osvětlen dvěma okny na východní a západní straně. Hlavní severovýchodní průčelí má pravoúhlý dveřní otvor s dřevěnou zárubní s dvoukřídlými dveřmi a vrcholí trojúhelným štítem s půlkruhově zakončenou nikou, nad níž je letopočet založení kaple.
Po druhé světové válce byla k závěru kaple přistavěna garáž, odstraněná při opravě kaple v letech 1996–1997 ústeckou firmou Obnova památek.